# GUN Records
GUN Records — німецький лейбл звукозапису, заснований в 1992 році, розташований у м. Бохум (Північний Рейн-Вестфалія).
Популярність здобув завдяки безлічі випущених синглів і альбомів, що зайняли верхні рядки музичних чартів Європи, а також виданням альбомів таких «легенд» німецького металу як Grave Digger, Kreator, Rage, Running Wild, Sodom і UDO.
У 2009 році GUN Records оголосили про закриття.

## Виконавці
| - All Ends - Apocalyptica - Apoptygma Berzerk - Bullet for My Valentine - Dark - Die Happy - Donots - Eagles of Death Metal - Exilia - Flyleaf - L'Ame Immortelle - Guano Apes - Lordi - Lovex | - Oomph! - Sturm und Drang - Van Canto - Within Temptation - Blackeyed Blonde - Depressive Age - Doctor Butcher - Eloy - Grave Digger - HIM - House of Spirits - Krisiun - Kreator - Mind Odyssey | - Monkeys With Tools - Paradise Lost - Rage - Richtofen - Running Wild - Secret Discovery - SITD - Sodom - Sun - Three Days Grace - Thunderhead - Tom Angelripper - U.D.O. |